# 22276 Belkin
Format:Homonyme
22276 Belkin este un asteroid din centura principală de asteroizi.

## Descriere
22276 Belkin este un asteroid din centura principală de asteroizi. A fost descoperit pe 21 octombrie 1982 la Observatorul de Astrofizică din Crimeea de Liudmila Juravliova. Asteroidul prezintă o orbită caracterizată de o semiaxă mare de 2,62 ua, o excentricitate de 0,34 și o înclinație de 7,9° în raport cu ecliptica.